# Pamir (flod)
Pamir er en flod der løber i Tadsjikistan og Afghanistan. Den er en biflod til Pjandzj fra højre. Pamir udgør den nordlige grænse for Wakhan-korridoren i Afghanistan. 
Floden har sit udspring i Pamir-bjergene i provinsen Gorno-Badakhsjan i den østligste del af Tadsjikistan. Den løber fra Zorkulsøen som ligger 4.130 moh, mod vest, og senere sydvest. Ved landsbyen Langar, i .2.799 mh, sydøst for den 6.726 meter høje Karl Marx Peak, løber den sammen med floden Wakhan, og danner floden Pjandzj. Pamirfloden danner grænse mellem Tadsjikistan og Afghanistan i hele sin længde. 